# Riihimäki ekonomiska region
Riihimäki ekonomiska region (finska: Riihimäen seutukunta) är en av ekonomiska regionerna i landskapet Egentliga Tavastland i Finland. Folkmängden i ekonomiska regionen uppgick den 1 januari 2013 till 46 417 invånare, regionens totala areal utgjordes av 1 181 kvadratkilometer och därav utgjordes landytan av 1 108  kvadratkilometer.  I Finlands NUTS-indelning representerar regionen nivån LAU 1 (f.d. NUTS 4), och dess nationella kod är 052.

## Förteckning över kommuner
Riihimäki ekonomiska region omfattar följande tre kommuner: 
- Riihimäki stad
- Loppis kommun
- Hausjärvi kommun

Samtliga kommuners språkliga status är enspråkigt finska.